# Sheffield Wednesday Football Club 2019-2020
Questa voce raccoglie le informazioni riguardanti lo Sheffield Wednesday Football Club nelle competizioni ufficiali della stagione 2019-2020.

## Maglie e sponsor[1]
| Casa | Trasferta |

Sponsor ufficiale: Chansiri
Fornitore tecnico: Elev8

## Organico

### Rosa
Aggiornata al 12 luglio 2020.
| N. |                        | Ruolo | Calciatore      |
| -- | ---------------------- | ----- | --------------- |
| 1  | Irlanda (bandiera)     | P     | Keiren Westwood |
| 2  | Scozia (bandiera)      | D     | Liam Palmer     |
| 4  | Paesi Bassi (bandiera) | D     | Joost van Aken  |
| 5  | Inghilterra (bandiera) | C     | Kieran Lee      |
| 6  | Scozia (bandiera)      | A     | Jordan Rhodes   |
| 7  | Inghilterra (bandiera) | C     | Kadeem Harris   |
| 8  | Paesi Bassi (bandiera) | C     | Joey Pelupessy  |
| 10 | Scozia (bandiera)      | C     | Barry Bannan    |
| 13 | Germania (bandiera)    | D     | Julian Börner   |
| 14 | Inghilterra (bandiera) | C     | Jacob Murphy    |
| 15 | Inghilterra (bandiera) | D     | Tom Lees        |
| 17 | Kosovo (bandiera)      | A     | Atdhe Nuhiu     |
| 19 | Inghilterra (bandiera) | A     | Connor Wickham  |
| 20 | Inghilterra (bandiera) | C     | Adam Reach      |
| 21 | Australia (bandiera)   | C     | Massimo Luongo  |

| N. |                        | Ruolo | Calciatore      |
| -- | ---------------------- | ----- | --------------- |
| 22 | Inghilterra (bandiera) | D     | Moses Odubajo   |
| 25 | Inghilterra (bandiera) | P     | Cameron Dawson  |
| 27 | Inghilterra (bandiera) | D     | Dominic Iorfa   |
| 28 | Inghilterra (bandiera) | P     | Joe Wildsmith   |
| 29 | Inghilterra (bandiera) | C     | Alex Hunt       |
| 33 | Irlanda (bandiera)     | D     | Ciaran Brennan  |
| 35 | Inghilterra (bandiera) | C     | Ben Hughes      |
| 36 | Inghilterra (bandiera) | P     | Paul Jones      |
| 38 | Paesi Bassi (bandiera) | A     | Alessio Da Cruz |
| 41 | Inghilterra (bandiera) | C     | Liam Waldock    |
| 42 | Inghilterra (bandiera) | D     | Matt Penney     |
| 44 | Inghilterra (bandiera) | D     | Osaze Urhoghide |
| 46 | Inghilterra (bandiera) | C     | Liam Shaw       |
| 47 | Inghilterra (bandiera) | C     | Josh Windass    |